# Эски-Яккабаг
Эски-Яккабаг (узб. Eski yakkabogʻ / Эски яккабоғ) — посёлок городского типа, расположенный на территории Яккабагского района Кашкадарьинской области Республики Узбекистан. Статус посёлка городского типа с 1989 года.

## Население
По данным переписи 2004 года, в посёлке проживало 10 800 человек.